# Księstwo opolsko-raciborskie
Księstwo opolsko-raciborskie lub księstwa opolskie i raciborskie (cz. Opolské a Ratibořské knížectví, niem. Fürstenthümer Oppeln–Ratibor) – największe terytorialnie księstwo śląskie istniejące w epoce nowożytnej. Powstało w wyniku zjednoczenia księstwa opolskiego z raciborskim pod berłem Jana Dobrego po bezpotomnej śmierci Walentyna raciborskiego w 1521. Jan Dobry także zmarł bezdzietnie i połączone księstwo weszło, jako nierozdzielne i dziedziczne, w posiadanie królów czeskich. Odtąd, z racji zasiadania Habsburgów na tronie czeskim, stanowiło część Monarchii Habsburgów i było przez nich często nadawane w zastaw, m.in. w ręce niemieckich Hohenzollernów i polskich Wazów. Księstwo uległo likwidacji w 1742 po zajęciu Śląska przez Prusy i reformie administracyjnej, która zniosła strukturę tutejszych księstw oraz wprowadziła w jej miejsce departamenty kameralne z powiatami.
W polskiej literaturze przedmiotu powszechnie funkcjonuje nazwa pojedyncza – księstwo opolsko-raciborskie, historycznie bardziej poprawna jest natomiast nazwa podwójna – księstwa opolskie i raciborskie. Formalnie istniały bowiem dwa księstwa będące ze sobą w unii realnej, połączone wspólnym władcą, konstytucją, sejmikiem stanowym oraz sądem ziemskim. Księstwo opolskie obejmowało: Opole, Niemodlin, Głogówek, Prudnik, Białą, Strzelce, Koźle, Gliwice, Toszek, Lubliniec i Olesno; do księstwa raciborskiego przynależały: Racibórz, Rybnik i Żory. Obszar księstw był zamieszkiwany w zdecydowanej większości przez ludność polskojęzyczną, jedynie w okolicach Niemodlina i Prudnika, a także wśród magnaterii i w niektórych kręgach mieszczańskich przeważał język niemiecki.
Część historyków mianem księstwa opolsko-raciborskiego określa również średniowieczne władztwo powstałe w wyniku działalności Mieszka Plątonogiego, który ok. 1202 zjednoczył pod swoim berłem cały Górny Śląsk z Opolem, Raciborzem, Cieszynem i Bytomiem. Stan ten trwał do ok. 1281 i śmierci wnuka Plątonogiego, Władysława opolskiego, kiedy tak rozległa dzielnica podzieliła się na cztery osobne księstwa. Syn i wnukowie Plątonogiego tytułowali się książętami opolskimi (łac. Dux Opoliensis), nawet wtedy, gdy Racibórz był ich główną siedzibą, stąd ich państwo bywa niekiedy w historiografii nazywane księstwem opolskim.

## Średniowieczne związki Opola z Raciborzem
Na początku rozbicia dzielnicowego Polski wyodrębniły się na Śląsku, być może w 1172, cztery księstwa Piastów śląskich, potomków Władysława Wygnańca. Najstarszy Bolesław Wysoki sprawował władzę w księstwie wrocławskim, jego brat Mieszko Plątonogi usadowił się w księstwie raciborskim, kolejny brat Konrad Laskonogi objął księstwo głogowskie, a syn Bolesława Wysokiego, Jarosław opolski uzyskał księstwo opolskie. Mieszko, władca Raciborza i Cieszyna, w trakcie rozgrywek o tron krakowski poszerzył wkrótce swoją domenę o Bytom i Oświęcim. Gdy w 1201 zmarli Jarosław opolski i Bolesław Wysoki, księstwo wrocławskie przejął syn Bolesława, Henryk Brodaty. Między nowym władcą i Mieszkiem Plątonogim zaistniał spór zakończony ugodą, różnie interpretowany przez historyków. Być może doszło do zbrojnego starcia, w wyniku którego książę raciborski zajął Opole. Według innego poglądu wojny nie było, a Mieszko zrzekł się praw senioralnych do całego Śląska, które miałyby mu wówczas jeszcze przysługiwać, w zamian za ziemię opolską i odszkodowanie pieniężne.
Najważniejszym grodem poszerzonej dzielnicy Plątonogiego początkowo pozostał Racibórz. Następca Mieszka, Kazimierz opolski najważniejszym ośrodkiem uczynił Opole, przypuszczalnie rezydując tam już za życia ojca. Kazimierz zmarł ok. 1230, co wykorzystał książę wrocławski Henryk Brodaty obejmując rządy nad ziemią opolsko-raciborską z tytułu opieki nad małoletnimi synami Kazimierza, Mieszkiem Otyłym i Władysławem opolskim oraz ich matką Wiolą. Otyły odzyskał władzę nad ojcowizną po śmierci Brodatego w 1238, a po nim od 1246 rządził tu brat Władysław. Władca ten za swoją główną siedzibę obrał Racibórz, co mogło wynikać z ambicji królewskich i bliskości stąd do Krakowa. Synowie Władysława w latach 1279–1290/91 podzielili rozległą dzielnicę na cztery księstwa: opolskie, raciborskie, cieszyńskie i bytomskie.
Wiek XIV przyniósł z jednej strony dalsze rozdrobnienie księstw śląskich, a z drugiej trwałe ich wpadnięcie w orbitę wpływów Królestwa Czech. W 1327 książęta opolski i raciborski złożyli hołd lenny królowi czeskiemu Janowi Luksemburskiemu, uzyskując od króla swoje księstwa w lenno dziedziczne. Władza wewnętrzna książąt nie została przez to w zasadzie ograniczona, w przeciwieństwie do spraw polityki zewnętrznej i zasad dziedziczenia. Król Karol Luksemburski wydał w 1348 i 1355 akty formalnej inkorporacji podległych mu księstw śląskich do Korony Królestwa Czeskiego, co utrwaliło ich związek z państwem czeskim na kolejne stulecia.

## Geneza nowożytnego księstwa
Proces zjednoczeniowy rozdrobnionych księstw na Górnym Śląsku zaistniał w drugiej połowie XV wieku, na skutek serii bezpotomnych śmierci książąt sprawujących rządy w swoich małych państewkach. Władający księstwem opolskim Mikołaj I włączył do swojej dzielnicy księstwa niemodlińskie, strzeleckie i głogóweckie po tym, jak w latach 1455–1460 zmarli bez męskiego potomka panujący tam jego wuj Bernard niemodliński oraz brat Bolko Husyta. Scaliło się także księstwo raciborskie, po wymarciu Piastów raciborskich rządzone przez opawską linię czeskich Przemyślidów i rozbite na dzielnicę raciborską i rybnicką. Bezdzietna śmierć dziedziców części rybnickiej w latach 1479–1483, braci Wacława rybnickiego i Jana karniowskiego, skutkowała przyłączeniem jej do księstwa raciborskiego, gdzie władzę dzierżył ich kuzyn, Jan V raciborski.
Książę Mikołaj I opolski zmarł w 1476, zostawiając powiększone księstwo opolskie jako niepodzielne synom, Mikołajowi II i Janowi II, którzy wspólnie rozporządzali ojcowizną. Pod burzliwym panowaniem na Śląsku Macieja Korwina, domeny na ziemi bytomsko-kozielskiej będące we władaniu Piastów z linii oświęcimskiej i oleśnickiej utraciły status księstw i przeszły w posiadanie wpływowej szlachty. Książęta opolscy wykorzystali sytuację i drogą kupna poszerzyli zasięg swojego władztwa na wschodzie. Bracia nabyli okręg gliwicki w 1492 oraz toszecki w 1497. Po śmierci Mikołaja II, Jan II zwany Dobrym, jako już samodzielny książę opolski zakupił w 1498 okręg bytomski, a w 1509 także kozielski.
Wobec braku potomka Jana Dobrego zaistniał problem sukcesji po nim. Jeszcze w 1478 bracia Mikołaj i Jan opolscy zawarli układ o przeżycie z raciborskimi Przemyślidami, wydając siostrę Magdalenę za mąż za księcia raciborskiego Jana V. Przy wymarciu jednej z linii, zwolnione księstwo miało trafić do strony wciąż żyjącej. Kontrakt odnowiono w 1511 między Janem Dobrym a jego siostrzeńcem, Walentynem raciborskim. Do umowy dołączono też trzecią stronę – Jerzego Hohenzollerna, margrabiego brandenburskiego z linii ansbachskiej – zapewne aby zwiększyć szanse jej zatwierdzenia u króla czeskiego Władysława Jagiellończyka. Margrabia był bliskim stronnikiem króla, a wymóg zatwierdzenia wynikał z prawa lennego. Król uznał kontrakt w 1512. Gdy Walentyn zmarł młodo i bezdzietnie w 1521, Jan Dobry zrealizował układ, przejął księstwo raciborskie i połączył z opolskim.

## Terytorium

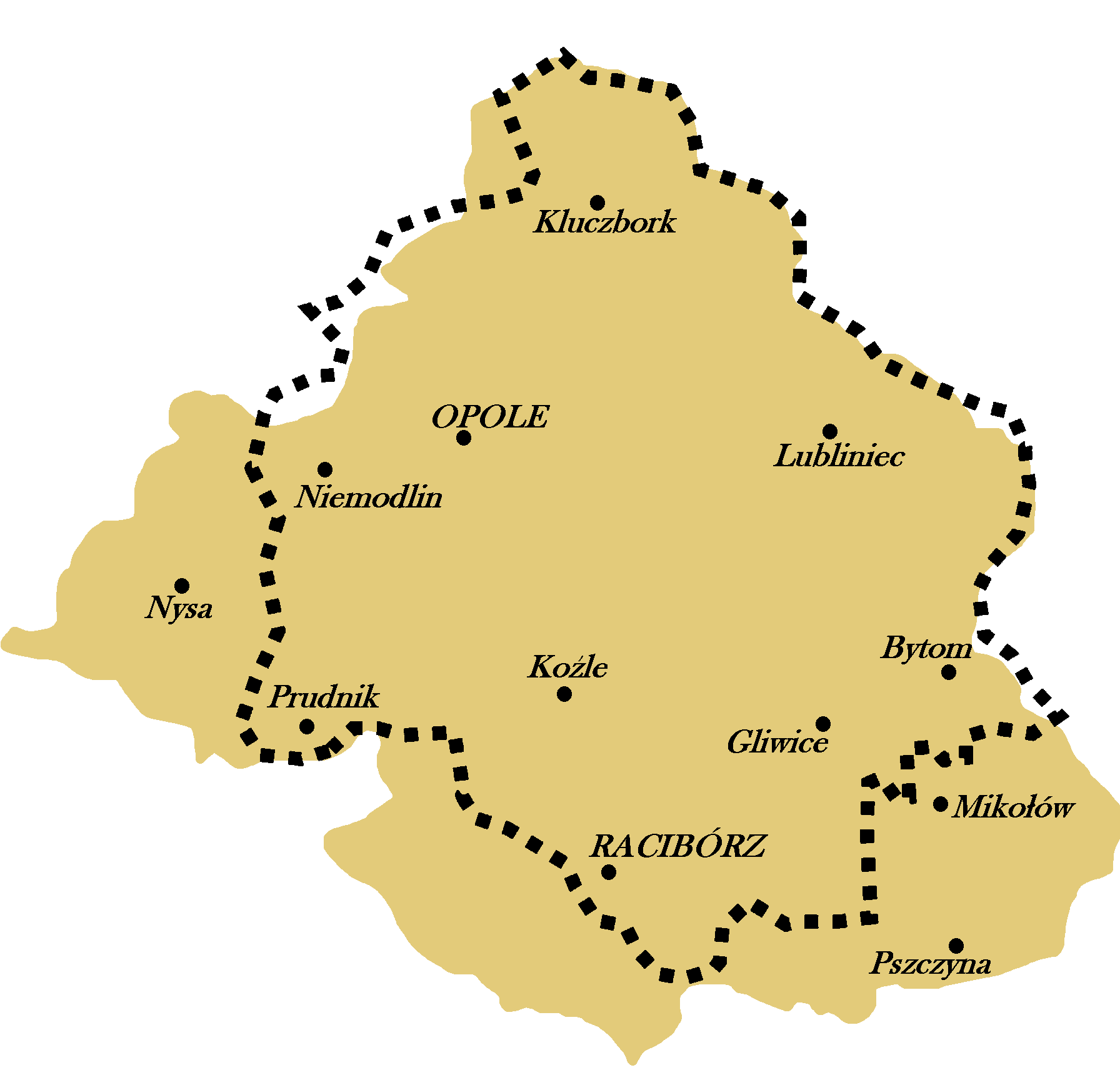
Księstwo opolsko-raciborskie pod koniec życia Jana II Dobrego (1525), na tle późniejszej niemieckiej rejencji opolskiej, przekształconej w prowincję górnośląską (1919)

Władztwo księcia Jana Dobrego w momencie połączenia obu księstw w 1521 rozciągało się od Kluczborka po Prudnik i Bogumin, oraz od Niemodlina po Bytom. Był to pokaźny teren sięgający rzeki Stobrawy na północy, ujścia Olzy na południu, źródeł Małej Panwi na wschodzie i zboczy Sudetów na zachodzie (Góry Opawskie). Kluczbork, trzymany w zastawie przez Jana Dobrego, po jego śmierci wrócił w posiadanie książąt brzeskich. Bytom i Bogumin jeszcze za życia Jana Dobrego wykupił margrabia ansbachski Jerzy Hohenzollern, co ukształtowało z nich odrębne politycznie państwa stanowe. Pszczyna i Wodzisław, dawniej wchodzące w skład księstwa raciborskiego, w XVI wieku także były osobnymi państwami stanowymi.
W Monarchii Habsburgów księstwo opolskie było podzielone na dwanaście okręgów administracyjnych: opolski, prudnicki, niemodliński, bialski, gliwicki, głogówecki, kozielski, lubliniecki, oleski, sławięcicki, strzelecki oraz toszecki. Księstwo raciborskie stanowiło jeden okręg. Księstwo opolskie zajmowało powierzchnię ok. 7 300 km², podczas gdy areał księstwa raciborskiego wynosił ok. 1 000 km².
Umiastowienie omawianego obszaru było słabe. Według stanu z 1644 znajdowało się tutaj 27 miast i 870 wsi. Większość miast posiadała bogata szlachta, tylko kilka największych ośrodków było własnością królewską: Opole, Racibórz, Prudnik, Gliwice, Żory i (od 1626) Koźle. W skali Śląska nawet te miasta były jednak stosunkowo nieduże; na początku XVII wieku Racibórz i Opole miały co najwyżej po 2 500 mieszkańców, podczas gdy pobliska Nysa – 10 000, a Brzeg – 5 000. Szacuje się, że księstwa opolskie i raciborskie łącznie zamieszkiwało w 1619 ok. 180 000 mieszkańców.

## Dzieje polityczne

### Lata 1521–1620
Utworzone przez bezdzietnego księcia Jana II Dobrego rozległe księstwo opolsko-raciborskie było obiektem zainteresowań wielu okolicznych władców i możnych. Pretensje do ewentualnego spadku zgłaszali inni Piastowie śląscy – Kazimierz II cieszyński i Fryderyk II legnicki, a także magnat czeski Zdeněk Lev. Swoje żądania opierali oni na umowach z królem czeskim Władysławem Jagiellończykiem, który będąc seniorem Jana Dobrego wykorzystywał swoją pozycję i zawierał liczne transakcje finansowe w kwestii dziedzictwa opolskiego, wydając przy tym wzajemnie sprzeczne ze sobą dokumenty różnym osobom.
Margrabia ansbachski Jerzy Hohenzollern, który miał zawarty z Janem Dobrym układ o dziedziczenie, wykupił żądania wspomnianych konkurentów do spadku, jednak jego największą przeszkodą byli Habsburgowie. Przedstawiciele tej dynastii wstąpili na tron czeski w 1526 i starali się nie dopuścić do realizacji układu księcia z margrabią, chcąc przejąć księstwo bezpośrednio dla siebie. Król Ferdynand I Habsburg unieważnił w końcu ów układ, jednak później w perspektywie wojny z Turcją i po wsparciu dyplomatycznym dla Hohenzollerna od króla polskiego Zygmunta Starego, zdecydował się wygasić konflikt z margrabią i za pieniężną rekompensatą zobowiązał się oddać mu księstwo opolsko-raciborskie w zastaw, gdyby miał umrzeć Jan Dobry, co nastąpiło w 1532.
Hohenzollernowie trzymali księstwo w zastawie do 1551, kiedy to król Ferdynand wymienił synowi Jerzego, Jerzemu Fryderykowi zastaw górnośląski na żagański. Następnie aby wygasić aspiracje małoletniego królewicza Jana Zygmunta Zápolyi i jego matki, Izabeli Jagiellonki do tronu węgierskiego, król oddał im od 1552 w zastaw księstwo opolsko-raciborskie, którym Zápolyowie rządzili do 1556. Gdy okazało się, że dochód z księstwa nie jest tak wysoki jak im obiecywano, wrócili na Węgry, a księstwo przeszło pod bezpośrednie zwierzchnictwo Habsburgów. Kolejnym władcą zastawnym był książę siedmiogrodzki Zygmunt Batory, który po problemach wojennych z Turcją w 1598 zamienił się z ówczesnym królem czeskim Rudolfem II Habsburgiem swoim księstwem na księstwo opolsko-raciborskie, jednak zaledwie po kilku miesiącach zmienił zdanie i wrócił do Siedmiogrodu. Księstwo wróciło tym samym w ręce Rudolfa i Habsburgów.

### Lata 1621–1742
Podczas wojny trzydziestoletniej władcą księstwa w latach 1622–1623 był protestant, książę siedmiogrodzki Gábor Bethlen, który uczestniczył w protestanckim powstaniu przeciwko katolickim Habsburgom na Węgrzech. Bethlen miał nawet zostać wybrany królem Węgier, jednak Habsburgowie zawarli z nim rozejm – w zamian za objęcie w dziedziczne posiadanie księstwa opolsko-raciborskiego, Bethlen odstąpił od walk powstańczych i starań o tron węgierski. Wkrótce jednak sprzymierzył się na nowo z powstańcami i wystąpił przeciwko Habsburgom, na co w odpowiedzi król Ferdynand II Habsburg odebrał mu księstwo. To trafiło na krótki czas pod władztwo wolnego pana sycowskiego Karla Hannibala von Dohna, katolika i sojusznika Habsburgów, następnie do biskupa wrocławskiego Karola Habsburga, a pod koniec 1624 do syna króla, Ferdynanda III Habsburga.

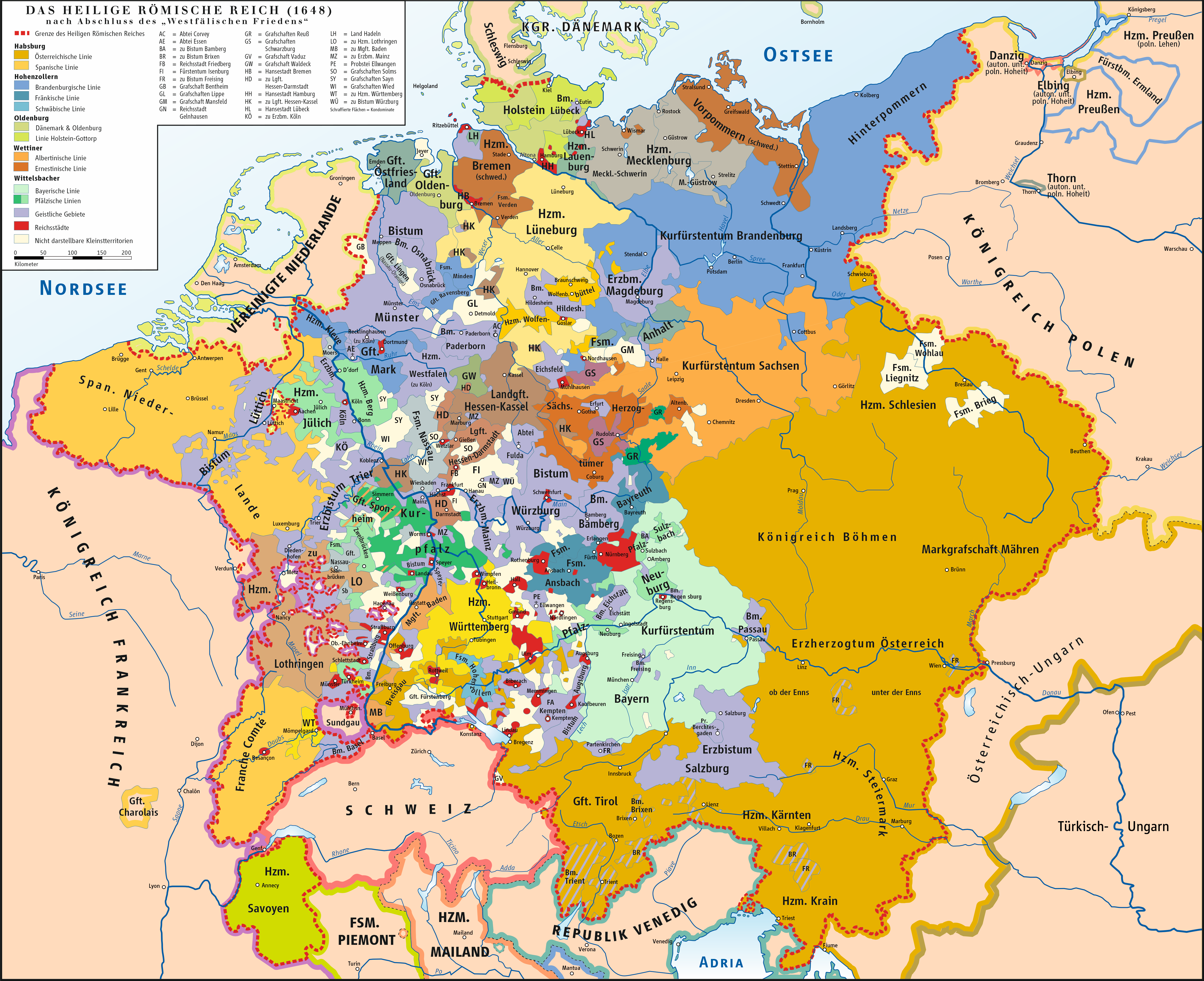
Śląsk w obrębie Monarchii Habsburgów oraz Rzeszy Niemieckiej (1618)

Antyhabsburskie działania wojenne toczyły się na tych terenach do lat czterdziestych, przy udziale niemieckich i szwedzkich protestantów. Spokój przyniósł dopiero zastaw księstwa udzielony w 1645 królowi polskiemu Władysławowi Wazie, a dokonany w ramach rozliczeń posagowych z tytułu wcześniejszych małżeństw Zygmunta Wazy z Habsburżankami. Umowę zastawną zawarto na pięćdziesiąt lat, jednak rządy Wazów nad ziemią opolsko-raciborską przetrwały lat dwadzieścia. Po śmierci Władysława głową księstwa został na krótko jego brat i następca na polskim tronie Jan Kazimierz, a docelowo trzeci z braci, biskup wrocławski Karol Ferdynand. Po jego zgonie w 1655 władanie księstwem przypadło Ludwice Marii Gonzadze, francuskiej żonie króla Jana Kazimierza. Po kilku latach zamierzała ona przekazać księstwo siostrzenicy ożenionej z księciem francuskim Henrykiem Juliuszem Burbonem. Burbonowie byli wówczas przeciwnikiem Habsburgów w Europie, stąd król czeski Leopold I Habsburg odebrał w 1666 Wazom górnośląski zastaw.
Był to ostatni zastaw księstwa dokonany w ramach prowadzonych przez Habsburgów rozgrywek polityczno-finansowych. Transakcyjne podejście tej dynastii było niekorzystne dla ludności, gdyż posiadacze zastawni starali się zwykle jak najbardziej eksploatować tutejsze zasoby. Najbardziej bezwzględnym zastawnikiem był Gábor Bethlen, którzy oprócz nakładania wysokich podatków, bił w Opolu i Raciborzu lichą monetę, a wśród mieszkańców księstwa tworzył zaciągi do swoich wojsk i rekwirował zwierzęta gospodarskie. Pod bezpośrednią władzą Habsburgów księstwo trwało do 1742, kiedy Fryderyk II Wielki wszczął wojny śląskie i przyłączył Śląsk prawie w całości (poza tzw. Śląskiem Austriackim) do Królestwa Prus. Tutejsze księstwa zlikwidowano i wprowadzono nową, scentralizowaną strukturę administracyjną, w której ziemie dawnego księstwa opolsko-raciborskiego utworzyły w 1815 rejencję opolską w obrębie prowincji śląskiej.

## Dzieje społeczno-gospodarcze

### Miasta
Mieszczaństwo początkowo posiadało sporą samorządność z radą miejską regulującą wiele kwestii prawnych oraz nadzorującą handel i rzemiosło. Samorządność ta była jednak ograniczana przez właścicieli miast, aż uzyskali oni bezpośredni wpływ na skład rady, przy czym w miastach prywatnych dokonało się to szybciej niż w królewskich. W obrębie mieszczaństwa także dochodziło do konfliktów. Średniozamożni obywatele ścierali się z zamożnymi o udział w organach samorządowych, w niektórych przypadkach taki udział uzyskując. Uboga ludność dopominała się, czasami skutecznie, o wolne targi żywnościowe, bez monopoli cenowych cechów miejskich.

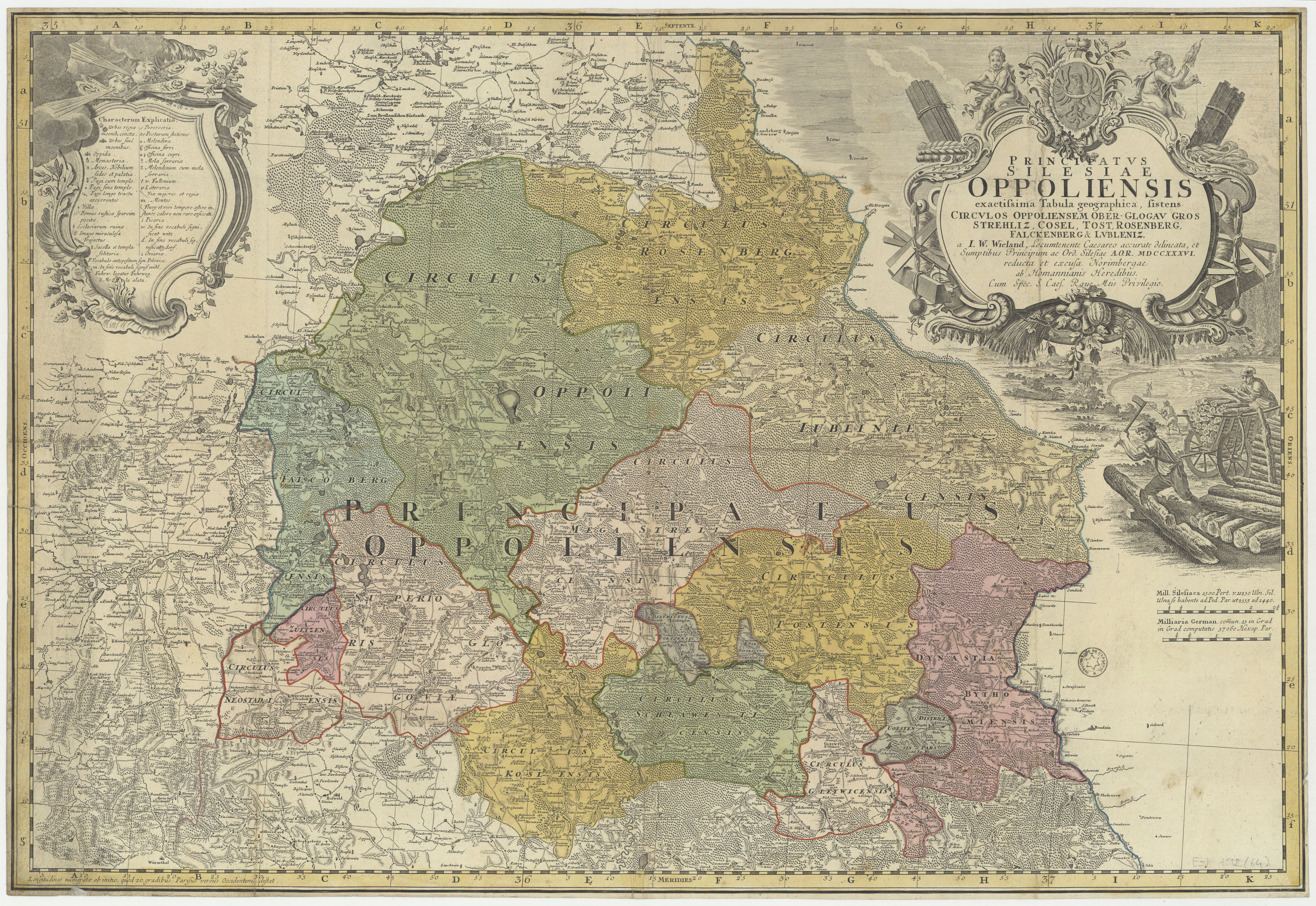
Archiwalna mapa księstwa opolskiego oraz sąsiedniego bytomskiego państwa stanowego (1736)

Magnaccy właściciele miast nieustannie dążyli do ograniczenia przywilejów mieszczan, prowadząc własne zakłady rzemieślnicze, w tym dochodowy wyszynk piwa. To prowadziło do licznych konfliktów, częściej jednak prawnych niż zbrojnych. Mieszczanie z kolei stosowali ograniczenia w handlu żywnością dla przyjezdnych tak, by zwiększyć własne dochody. Wprowadzano cła, monopole skupu oraz sterowano miarami towarów obowiązującymi na targach tak, by wyeliminować z uczestnictwa w nich ludność wiejską.
Najliczniejszymi rzemiosłami było rzeźnictwo i piekarnictwo, potem obuwnictwo i płóciennictwo, najsłabiej prosperowało budownictwo i rękodzieła. Czynnikiem zewnętrznym, który spowodował w pewnym momencie upadek miast, była wojna trzydziestoletnia. Jej burzliwy i długotrwały przebieg poczynił ogromne szkody demograficzne oraz ekonomiczne. Niektóre miasta, jak Koźle czy Gliwice, dopiero w XVIII wieku wyrównały ilościowo swoje rzemiosło do stanu notowanego w wieku XVI. Najbardziej po wojnie rozrosły się Racibórz i Prudnik, stając się najludniejszymi miastami księstwa, choć przedwojenny poziom 3 000 mieszkańców osiągnęły one dopiero w czasach pruskich. W małych miasteczkach, jak Gorzów, Leśnica czy Woźniki, większość mieszkańców utrzymywała się z rolnictwa.

### Wsie
W dobrach wielkiej własności przeważała zrazu gospodarka czynszowa, w dobrach średniej i drobnej szlachty – folwarczna. Szlachta stale podnosiła obciążenia poddanych, a chłopów, którzy posiadali własny kawałek ziemi, zmuszano do jej oddania i odrabiania pańszczyzny. Najbardziej uciskane wsie buntowały się, co doprowadziło do wydania przez króla w 1562 regulacji normujących władztwo feudalne nad chłopami. Pojawiły się spisywane umowy odnośnie wymiaru konkretnych świadczeń, a wspólnoty miały prawo skarżyć pana do sądu ziemskiego o nadużycia. Prawa chłopstwa były później dalej ograniczane i łamane przez szlachtę, społeczność wiejska była jednak ich świadoma i stawiała temu opór w formie protestów, pozwów sądowych oraz zbiegostwa.

Archiwalna mapa księstwa raciborskiego oraz sąsiednich państw stanowych: pszczyńskiego, wodzisławskiego i bogumińskiego (1736)

Wzrost cen zboża na przestrzeni XVI wieku dał szlachcie okazję do zwiększenia dochodów z rolnictwa, co spowodowało dominację gospodarki folwarcznej nad czynszową. I tak np. w dobrach niemodlińskich w 1577 był jeden folwark, w 1584 – już cztery, a w 1720 – dziesięć folwarków. W tym samym okresie pańszczyzna wzrosła z tego powodu kilkukrotnie, z jednodniowej do nawet sześciodniowej w tygodniu. Wojna trzydziestoletnia zaskutkowała anarchią, głodem i zbiegostwem poddanych na masową skalę; uciekano nie tylko w obrębie księstwa, ale też na Morawy i do innych księstw śląskich. Zakończenie wojny przyniosło pewną stabilizację, ale trudną sytuację na wsi obrazują bunty chłopskie z lat 1706–1730, zaistniałe tak w dobrach szlacheckich w okręgach raciborskim czy niemodlińskim, jak i w królewszczyznach opolskich i kozielskich.
Warunki geograficzne księstwa opolsko-raciborskiego w postaci licznych lasów, rzek, rozlewisk i bagien, z jednej strony były barierą hamującą rozrost osadnictwa, a z drugiej pozwoliły rozwinąć się niektórym gałęziom gospodarki. Drewno z wycinek spławiano tratwami Odrą do Wrocławia, rozkwitło hutnictwo żelaza korzystające z węgla drzewnego i rud darniowych. Intensywnie prowadzono hodowlę rybną w stawach, których było tak wiele, że ryby stały się podstawą wyżywienia ludności. W lasach i na łąkach wypasano świnie, bydło i owce. Z roślin na polach, oprócz zbóż, uprawiano przede wszystkim kapustę i groch.

## Ustrój

### Dualizm książęco-stanowy
Państwo było zorganizowane na zasadach monarchii stanowej. Głową księstwa był król czeski i jednocześnie cesarz Rzeszy Niemieckiej, dysponujący silną władzą swoich przedstawicieli. Elementami ograniczonej samorządności były sąd ziemski i sejmik stanowy. Jeszcze przed śmiercią Jan II Dobry wydał w 1531 tzw. Wielki przywilej ziemski, który przyznawał szlachcie opolsko-raciborskiej prerogatywy kancelaryjne oraz sądowe. Szlachcie zależało wtedy na zwiększeniu autonomii w perspektywie zmiany panującego. Tekst przywileju, sporządzony w języku czeskim, stanowił o nierozdzielności zjednoczonych księstw i ich przynależności do Ziem Korony Czeskiej, a także gwarantował wszystkie przyznane dotychczas prawa. Ustanawiał urząd starosty sprawującego władzę przy nieobecności księcia oraz opisywał zasady działania kancelarii ziemskiej pod kierownictwem kanclerza. Powoływał też zwierzchni sąd ziemski jako najwyższą instancję sądową dla szlachty, złożony z dwunastu sędziów i starosty.

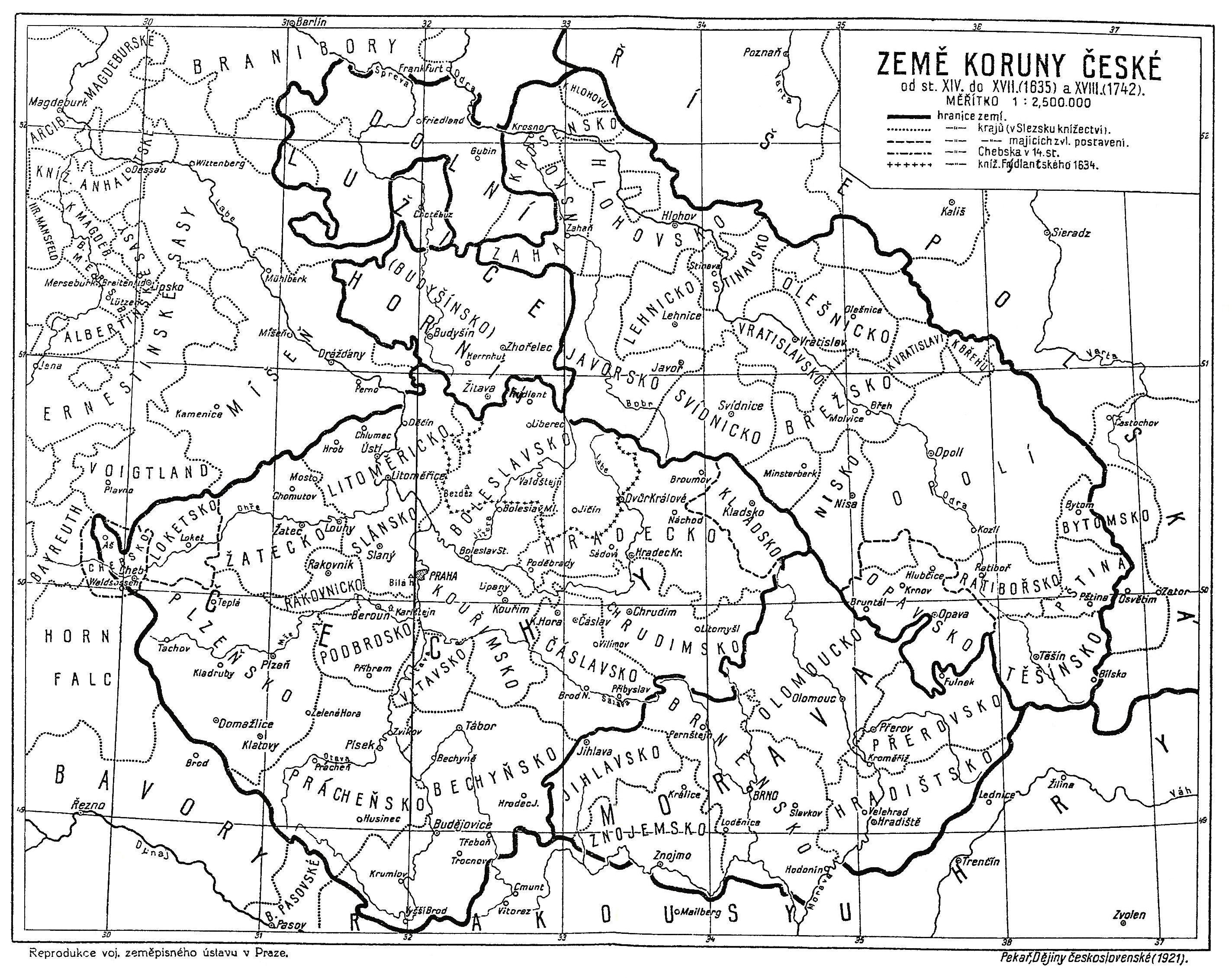
Księstwa opolskie i raciborskie w układzie Ziem Korony Czeskiej (XIV–XVIII wiek)

Przywilej Jana Dobrego stał się podstawą uchwalonego przez szlachtę i podpisanego przez króla Ferdynanda I Habsburga w 1562 tzw. Statutu ziemskiego księstw opolskiego i raciborskiego. Dokument ten, także spisany w języku czeskim, był rodzajem konstytucji regulującej zależności między królem i stanami księstwa, głównie szlachtą. W treści przedstawiono zakres kompetencji poszczególnych organów władzy, a także ramy prawne dla różnych spraw wojskowych, bezpieczeństwa wewnętrznego, podatków, majątków, sądów czy kwestii społecznych. W wielu punktach statut stanowił spisanie dotychczas funkcjonujących zasad prawa zwyczajowego. Był to kompleksowy i pionierski w skali nowożytnego Śląska kodeks prawny, posiadający wyodrębnione rozdziały i artykuły.
Porządek prawny w księstwach śląskich cechował ponadto dualizm centralno-lokalny, gdyż prawodawstwo stanowe obejmowało regulacje sejmu ogólnośląskiego oraz przepisy wychodzące od sejmików księstw. Polem działania sejmu były przede wszystkim podatki i wojsko, sejmiki skupiały się na ordynacjach sądowych. Król wydawał akty prawodawcze tak w skali calego Śląska, jak i poszczególnych księstw. Od czasu wojny trzydziestoletniej autonomia stanów, szczególnie sejmu, została znacznie ograniczona. Sejmik opolsko-raciborski z powszechnego gremium dla całej szlachty przekształcił się stopniowo w wąski konwent stronników króla.

### Organy władzy

#### Starosta i sąd ziemski
Władzę w księstwie sprawował najwyższy starosta ziemski, pełniący funkcję namiestnika królewskiego i wydający decyzje w jego imieniu. Starosta, wybierany przez króla spośród wpływowej szlachty w zasadzie dowolnie, sprawował też rolę najwyższego sędziego w sądzie ziemskim. Kancelarię księstwa prowadził mianowany przez starostę kanclerz, dysponujący stosownymi pieczęciami i prowadzący księgi urzędowe. Do głównych zdań starosty i kierowanego przez niego urzędu ziemskiego należał nadzór nad realizacją fiskalnych i militarnych interesów króla, a także potwierdzanie przywilejów stanowych oraz transakcji majątkowych mieszkańców księstwa. Swoje powinności starosta realizował wspomagany aparatem urzędniczym niższego rzędu. W każdym okręgu administracyjnym funkcjonowali mianowani przez sejmik starosta okręgowy, poborca podatkowy i komisarz wojenny. 
Zwierzchni sąd ziemski rozpatrywał spory wewnątrz szlachty oraz pomiędzy stanami, w tym między szlachcicami i poddanymi chłopami, czy między duchownymi i osobami świeckimi. Od wyroku można się było odwołać do królewskiego trybunału apelacyjnego w Pradze. Na sądzie rozprawiano o majątkach, długach czy pomówieniach, rzadziej o napadach bądź zabójstwach. Obradom przewodniczyć miał formalnie starosta, w praktyce robił to wybrany przez niego zwierzchni sędzia ziemski, powołany spośród kandydatów przedstawianych przez sejmik. Posiedzenia sądu odbywały się dwa razy w roku – raz w Opolu, raz w Raciborzu. Grono sędziów, oprócz starosty, zwierzchniego sędziego i kanclerza, dopełniało piętnastu ławników szlacheckich. Sprawy między mieszczanami rozstrzygały sądy miejskie, między duchownymi – sądy kościelne, a wewnątrz wspólnot wiejskich – sądy właściciela wsi. 

#### Sejmik stanowy
Zwoływany z rozkazu króla przez starostę bądź sędziów, sejmik nie miał samodzielnych uprawnień prawodawczych, jego decyzje podlegały zatwierdzeniu przez króla. Początkowo powszechny i obowiązkowy dla każdego szlachcica pod rygorem grzywny, z czasem przekształcił się w wąską reprezentację szlachty, duchowieństwa oraz miast królewskich. Np. w 1691 odnotowano sejmik jako konwent w składzie: ośmiu przedstawicieli stanu panów, dziesięciu rycerzy, pięciu kapłanów i pięciu mieszczan. Przed 1629 głosowania odbywały się kołami terytorialnymi (funkcjonowały trzy koła: opolskie, kozielskie i raciborskie), później król nakazał głosowanie stanami. To osłabiło pozycję rycerstwa, które miało przewagę nad resztą stanów w głosowaniu terytorialnym. Uchwały wymagały jednomyślności, gdy tej nie było, decydował starosta posiadający tzw. votum conclusivum. Sejmik najczęściej obradował w Opolu, rzadko w Raciborzu, a sporadycznie w innych miastach.
Sejmik składał hołd nowym władcom oraz wybierał urzędników i delegacje księstwa. Tutaj ustalano procedury postępowań sądowych, katalog kar za przewinienia, sposoby egzekucji długów. Na forum sejmiku egzekwowano funkcjonowanie królewskich przywilejów gospodarczych, co było przedmiotem konfliktów szlachty z mieszczaństwem. Spory z pozostałymi stanami toczyło duchowieństwo, które próbowało, niezbyt dla siebie skutecznie, unormować problem niepłacenia dziesięciny. W sprawach chłopskich sejmik zajmował się zbiegostwem czy warunkami zwalniania z poddaństwa. Na sesji w 1649 uchwalono możliwość stosowania kary śmierci wobec zbiega złapanego przez pana feudalnego.

### Podatki i wojsko
W kwestiach wojskowych sejmik wykonywał uchwały sejmu ogólnośląskiego, co sprowadzało się zwykle do współfinansowania najemnych wojsk królewskich oraz ich kwaterunku i wyżywienia. Jedynie w przypadku wzmożonego zagrożenia zatwierdzano powszechną mobilizację co dwudziestego lub co dziesiątego poddanego. Doraźnie formowano niewielkie, ok. trzydziestoosobowe oddziały wędrowne do pilnowania porządku wewnętrznego w księstwie.
Posiadaczy ziemskich obowiązywały dwa podatki majątkowe – centralny, uchwalany przez sejm i zbierany dla króla i stanów śląskich (sejmu), oraz lokalny, uchwalany przez sejmik i będący do dyspozycji stanów księstwa. Obie daniny były tzw. podatkami szacunkowymi. Przy podatku centralnym sejm zatwierdzał sumaryczną kwotę do zapłaty przez księstwo. Kwestia rozłożenia tej kwoty na poszczególnych mieszkańców i egzekucja należności była wewnętrzną sprawą sejmiku. Sejmik ustalał zobowiązania każdego posiadacza według stawek promilowych od składanych oświadczeń majątkowych. Samoszacowanie majątków odbywało się co kilka lat i podlegało weryfikacji przez specjalne komisje. Ściąganie takich danin było nieefektywne, ponadto zdarzało się, że poborcy podatkowi przywłaszczali zbierane pieniądze.

## Społeczeństwo

### Szlachta
Społeczeństwo księstwa było zorganizowane według feudalnego podziału na stany: szlachtę, duchowieństwo, mieszczaństwo i chłopstwo. Szlachta opolsko-raciborska była zaliczana do szlachty czeskiej, król czeski jako cesarz Rzeszy wedle uznania przyjmował jednak niektóre rody w poczet szlachty niemieckiej. Wśród szlachty nie było równości i występowały trzy jej odrębne stany: panów, rycerzy oraz drobnej szlachty. Do stanu panów, tytułujących się hrabiami i baronami, należały m.in. następujące rody: Oppersdorffowie, Pücklerowie, Praschmowie, Gaschynowie, Zierotinowie, Lobkowicowie, Collonowie, Prószkowscy.
Habsburgowie jeszcze w XVI wieku sprzedali wiele majątków z domeny książęcej, m.in. Głogówek, Niemodlin, Strzelce, Toszek, Lubliniec. Powstały prywatne klucze dóbr, obejmujące również podmiejskie wsie i nazywane państwami (cz. Panství, niem. Herrschaft), których właściciele tworzyli elitę magnacko-gospodarczą. Nabywcami takich państewek feudalnych często była bogata szlachta wywodząca się z krajów niemieckich, a powiązana z Habsburgami posiadaniem już majątków w Czechach, jak Oppersdorffowie, którzy kupili Głogówek i kilkukrotnie pełnili funkcję starosty księstwa jako zaufani stronnicy monarchów.

### Duchowieństwo, mieszczaństwo i chłopstwo
Posiadaczami ziemskimi było także duchowieństwo katolickie ujęte w strukturze diecezji wrocławskiej, oraz liczne zakony, w tym jezuici, franciszkanie, cystersi czy norbertanki. Ludność w miastach dzieliła się na posiadaczy i nieposiadaczy obywatelstwa miejskiego, które uprawniało do określonej działalności gospodarczej oraz politycznej. W największych miastach wśród obywateli rozróżniano jeszcze grupę dużego i grupę małego prawa miejskiego – w tej pierwszej byli kupcy, straganiarze, rzemieślnicy, lekarze, muzycy, właściciele domostw z przywilejem piwowarskim; w drugiej znajdowali się drobni rzemieślnicy, przekupnie czy robotnicy. Nie posiadali praw miejskich mieszkańcy przedmieść, służba domowa oraz biedota.
Na wsiach najwięcej było chłopów poddanych tzw. „osiedlonych” – bez własnej ziemi, użytkujących grunt pański w zamian za czynsz lub pańszczyznę. Mniej liczni byli poddani „nieosiedloni”, posiadający własną ziemię i zwolnieni od renty feudalnej, lecz podlegających władzy właściciela wsi (bez jego zgody nie mogli np. sprzedać gospodarstwa). Pomiędzy drobną szlachtą, a poddanym chłopstwem, istniała niewielka grupa wolnych chłopów niepodlegająca szlachcie, tylko bezpośrednio władzy królewskiej. Byli to głównie bogaci wieśniacy z własną ziemią, wolni młynarze, karczmarze i kuźnicy.

### Stosunki językowe i wyznaniowe
Obszary wiejskie i małomiasteczkowe zamieszkiwała w zdecydowanej większości ludność posługująca się językiem polskim, jedynie okolice Prudnika i Niemodlina były zdominowane przez język niemiecki. Granica językowa pokrywała się dość ściśle z granicą religijną – ludność polska była zazwyczaj katolicka, a element niemiecki wyznawał głównie protestantyzm. W większych miastach, poza Prudnikiem i Niemodliem, także przeważała polszczyzna, przy czym w części ośrodków, jak Opole, Racibórz czy Głogówek, funkcjonowała mniej lub bardziej znacząca mniejszość niemiecka, obejmująca zwykle bogatych i zaangażowanych politycznie mieszczan. Niemieckojęzyczność najliczniej występowała w warstwie szlacheckiej. Szacuje się, że w połowie XVII wieku wśród średniej szlachty było prawie 30% nazwisk niemieckich, a wśród możnych panów – ponad 60%.
Językiem urzędowym księstwa w sprawach wewnętrznych był język czeski, co było dziedzictwem przynależności do Ziem Korony Czeskiej. Językiem tym posługiwała się szlachta, sąd ziemski oraz sejmik stanowy. Na poziomie ogólnośląskim – w sejmie i w centralnych urzędach królewskich – obowiązywał język niemiecki. Mimo zachodzącego procesu germanizacji szlachty, czego katalizatorem była sprzedaż wielu majątków magnatom niemieckim przez Habsburgów, to w dokumentach miejskich czy kościelnych język czeski był stopniowo wypierany przez dominujący w społeczeństwie język polski. Tak zadziało się m.in. z księgami miejskimi w Opolu, choć czeszczyzna utrzymała się do XVIII wieku w księdze wyroków sądu ziemskiego, w księgach miejskich w Raciborzu i w niektórych dokumentach szlacheckich.